# قره‌آغاج (شهرستان قره‌کولجه)
قره‌آغاج (به لاتین: Kara-Jygach) یک منطقهٔ مسکونی در قرقیزستان است که در شهرستان قره‌کولجه واقع شده‌است. قره‌آغاج ۱٬۲۶۴ نفر جمعیت دارد.